# 비라후정
비라후정(美良布町)은 일본 고치현 가미군에 설치되었던 정이다. 현재의 가미시의 일부에 해당한다.